# Maxim Tissot
Maxim Tissot (Gatineau, 1º aprile 1992) è un ex calciatore canadese, di ruolo difensore.

## Carriera

### Club

#### Montréal Impact
Cresciuto nel Montréal Impact, esordisce con la prima squadra nel 2013 giocando nella massima serie del campionato statunitense e nella CONCACAF Champions League. In totale, con la squadra canadese, giocherà 44 partite di regular season segnando 5 reti.

#### Ottawa Fury
Nel 2016 passa all'Ottawa Fury, dove colleziona 19 presenze e 2 reti.

#### DC United
Dopo aver passato i test, il 24 febbraio 2017 Tissot firma con i D.C. United. Viene girato in prestito prima ai Richmond Kickers e poi ai San Francisco Deltas con i quali vince la NASL II 2017.

#### Il ritorno all'Ottawa
Il 10 gennaio 2018 fa ritorno all'Ottawa Fury, dopo che i San Francisco Deltas hanno cessato l'attività sportiva.

## Palmarès

### Competizioni nazionali
- Canadian Championship: 2

Montréal Impact: 2013, 2014
- Campionato NASL II: 1

San Francisco Deltas: 2017
- Canadian Premier League: 1

Forge: 2020